# Jean-Charles Delsaux
Jean-Charles Delsaux, né en septembre 1821 à Herstal et mort le 8 février 1893 à Uccle, est un architecte belge.

## Biographie
Jean-Charles Delsaux est le fils et le petit-fils de maîtres maçons. Formé à l'académie des beaux-arts de Liège, il est nommé au poste d'architecte de la province de Liège en 1845.

## Réalisations

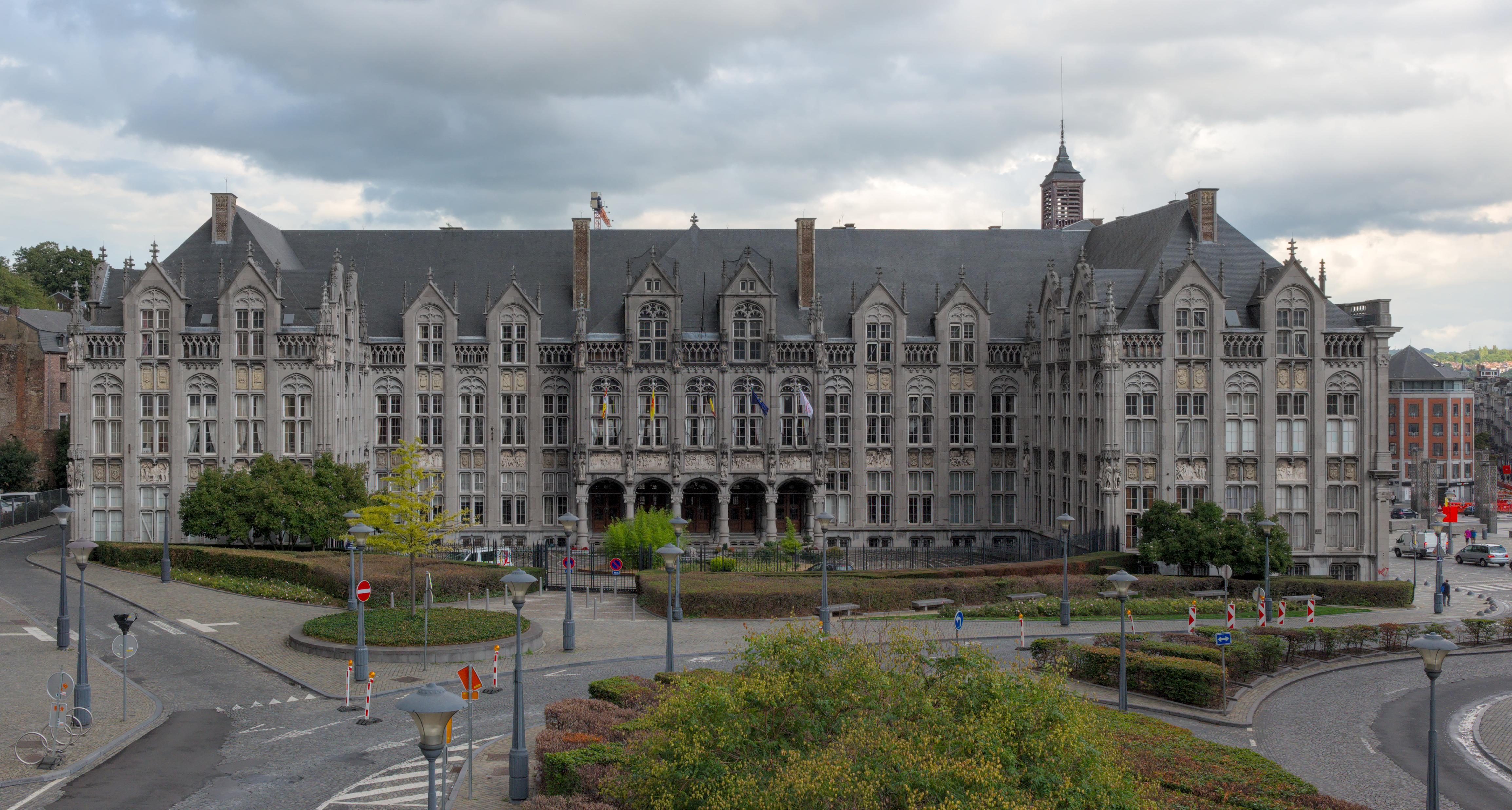
Façade ouest, néogothique, du palais provincial de Liège.

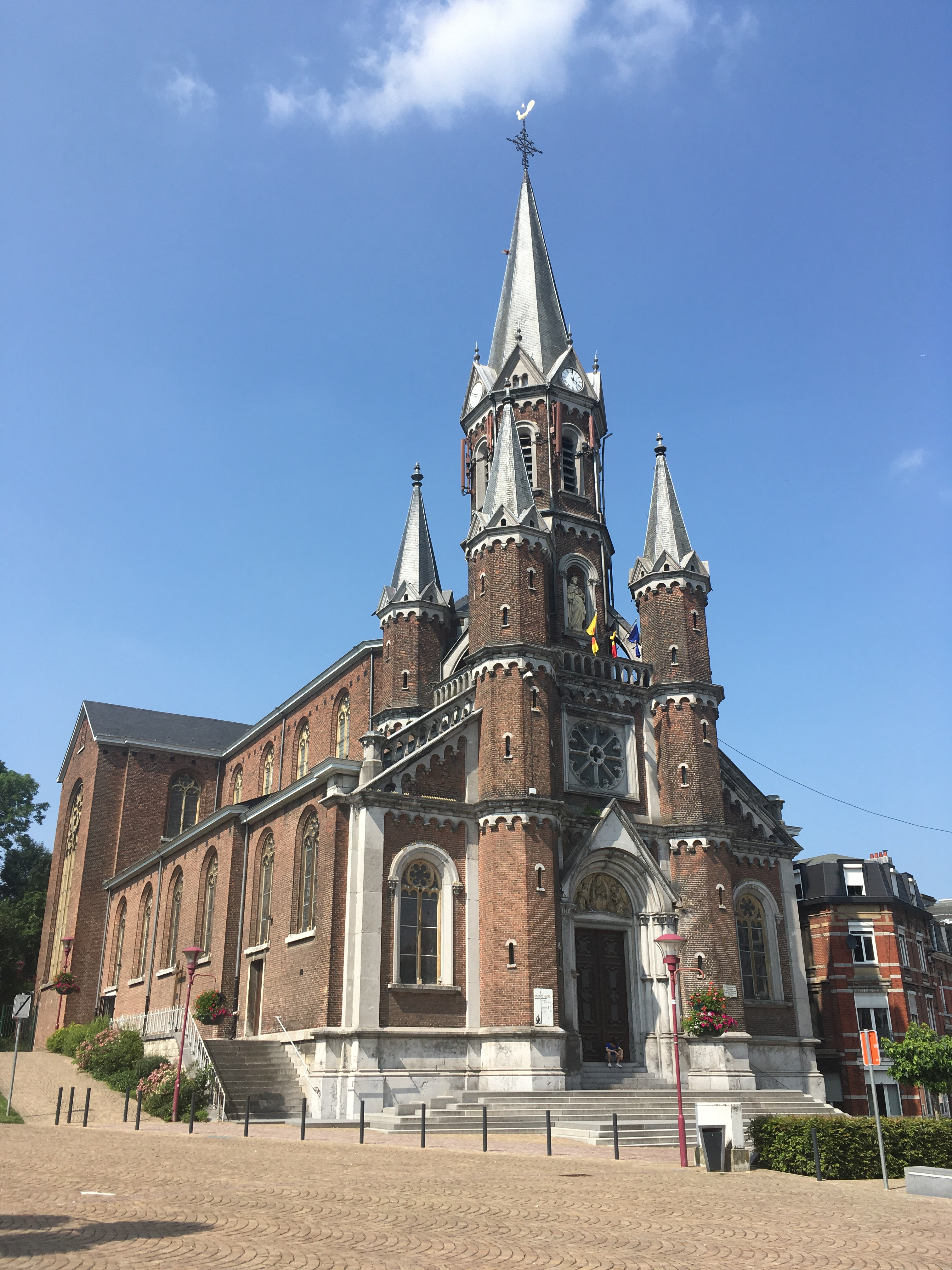
Église Saint-Fiacre de Dison.

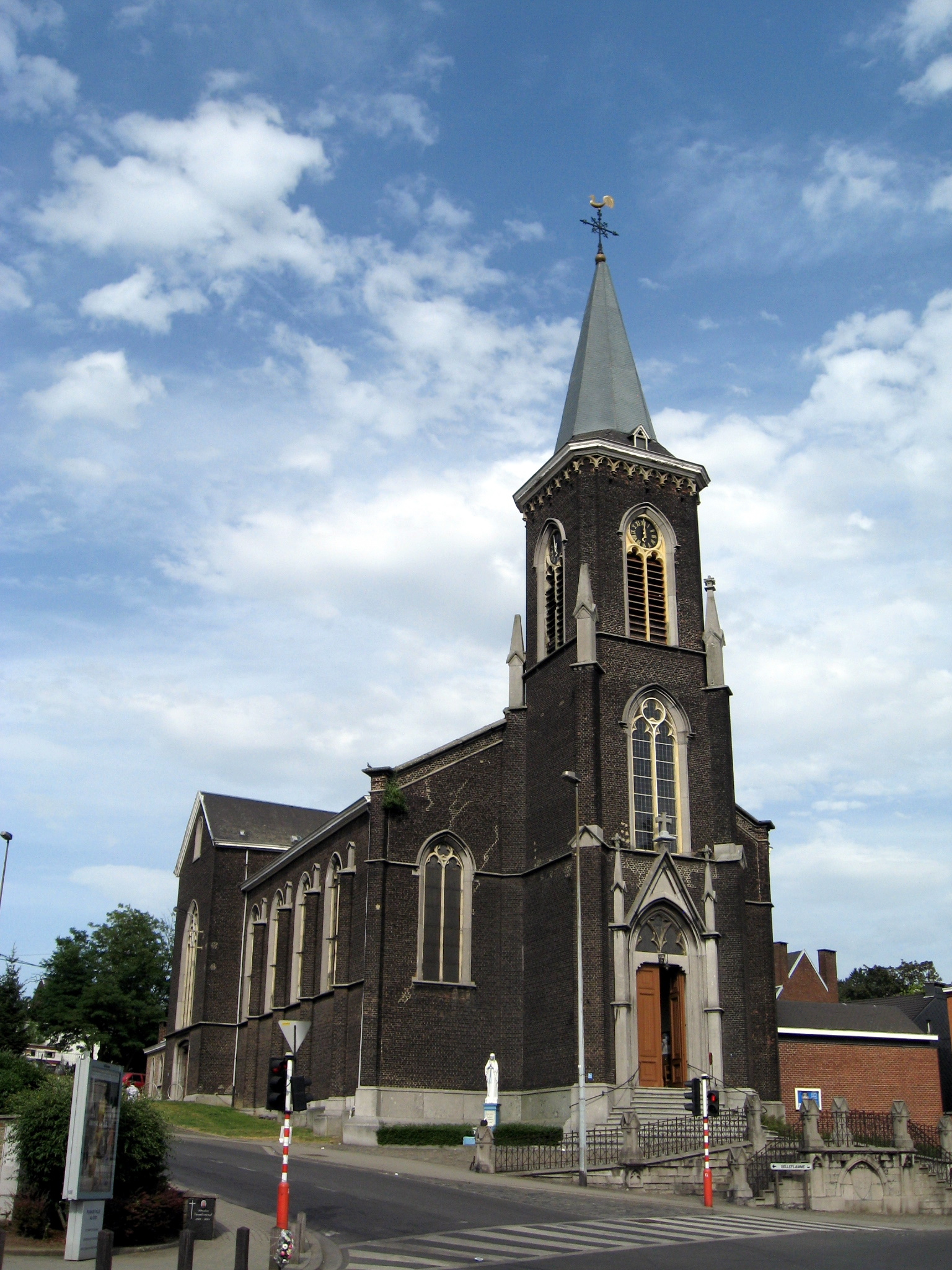
Église Notre-Dame de la Visitation à Grivegnée.

- 1849-1853 : palais provincial de Liège, en style néogothique.
- 1852 : Bâtiment de la Société Libre d'Emulation (restauration).
- 1853-1858 : église Saint-Fiacre de Dison, en style néoroman.
- 1856 : église Notre-Dame de la Visitation à Grivegnée, en style néogothique[2].
- 1862 : église Saint-Pierre de Vivegnis (Liège), en style néoclassique.
- Cathédrale Saint-Paul de Liège (restauration)
- Basilique Saint-Martin de Liège (restauration).
- Église Saint-Jacques de Liège (restauration)[3].
- Collégiale Sainte-Croix de Liège (restauration).
- Ancien palais des princes-évêques de Liège (restauration).

## Publications
- 1845 : L'église Saint-Jacques à Liège.
- 1847 : L'architecture et les monuments du Moyen-Âge à Liège.
- 1858 : Les monuments de Liège, reconstruits, agrandis ou restaurés.